# Vörösnyakú virágcincér
A vörösnyakú virágcincér (Dinoptera collaris) a cincérfélék családjába tartozó, Eurázsiában honos, lombos fákon élő bogárfaj. 

## Megjelenése
A vörösnyakú virágcincér testhossza 6-9 mm. Az előtor oldalvonalai felülnézetben kiszélesedők, hátsó pereme jóval szélesebb az elsőnél. Kiálló vállai lekerekítettek, a vállon túl a szárnyfedők oldalvonalai párhuzamosak. Alapszíne fekete, lábai, gyenge fémes fényű szárnyfedői szintén feketék; előtora és potroha vörös. Ismertek színváltozatai, ahol az előtoron elmosódott szélű fekete folt található, esetleg teljesen fekete. Az előtor elöl nem befűződött, középen nem benyomott. Csápjai a szemek elülső szegélyének magasságában erednek. Feje és előtora finoman és szórtan pontozott, felületén felálló, finom szőrökkel. A szárnyfedők pontozása elöl durva, de nem ráncolt, hátrafelé fokozatosan finomodik, a csúcs előtt elenyésző, ráspolyszerű. 

## Elterjedése és életmódja
Eurázsiában honos, a Pireneusoktól Kis-Ázsián és a Kaukázuson keresztül Nyugat-Szibériáig. Magyarországon a lomberdőkben gyakori faj. 
Lárvája különböző lombos fák (főleg tölgy, de nyír, körte, juhar, kőris, nyár, alma, som, stb. is) elszáradt törzsének, ágának, felső gyökerének kérge alatt él, ahol törmelékkel tele galériákat rág. Fejlődése két évig tart, a második telelése előtt a lárva a talajban bábkamrát készít, ahol áttelel és tavasszal bebábozódik. Az imágó májustól júliusig rajzik. Nappal aktív, többnyire virágzó erdei fákon, bokrokon, ernyősökön tartózkodik.

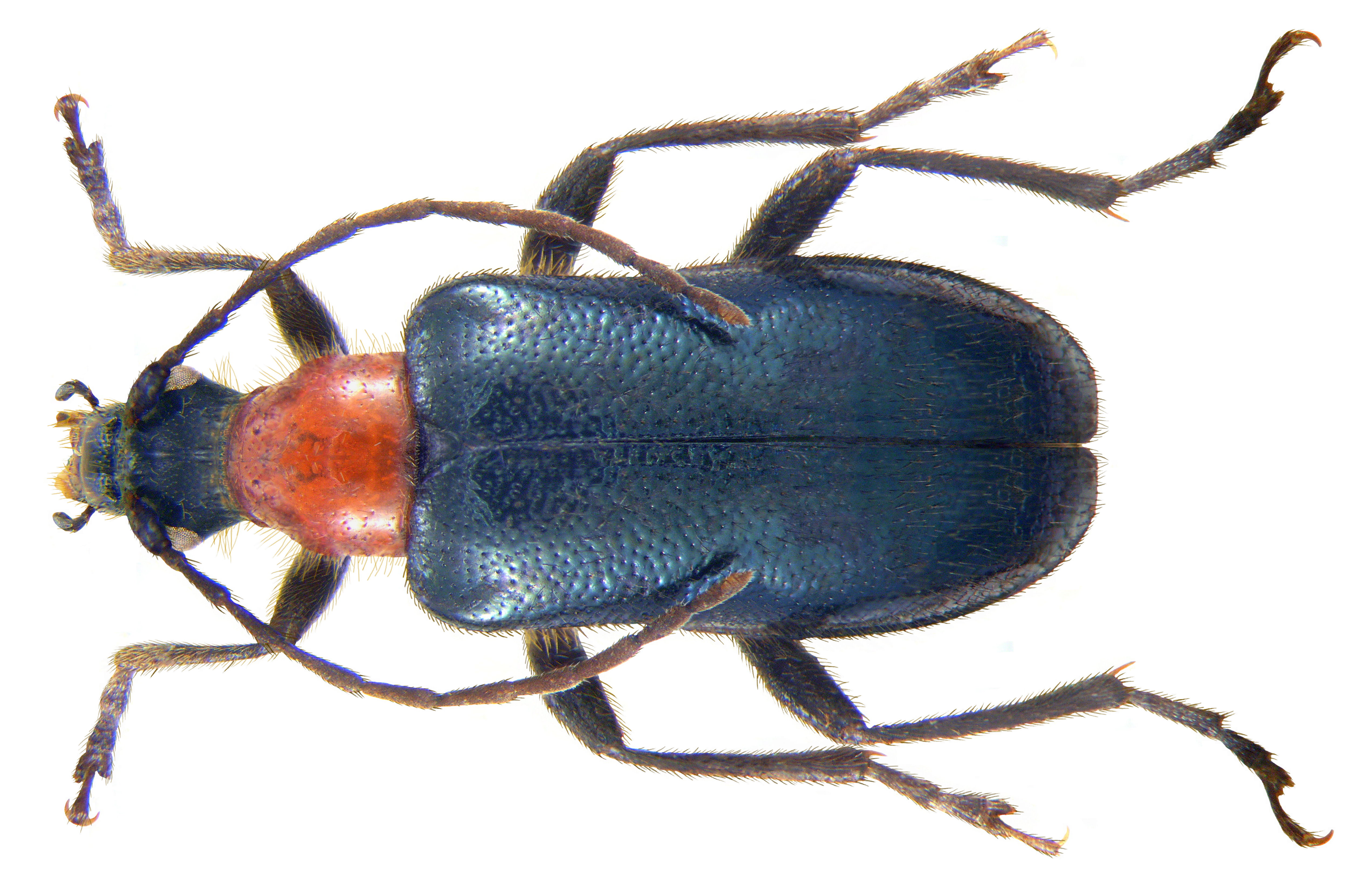
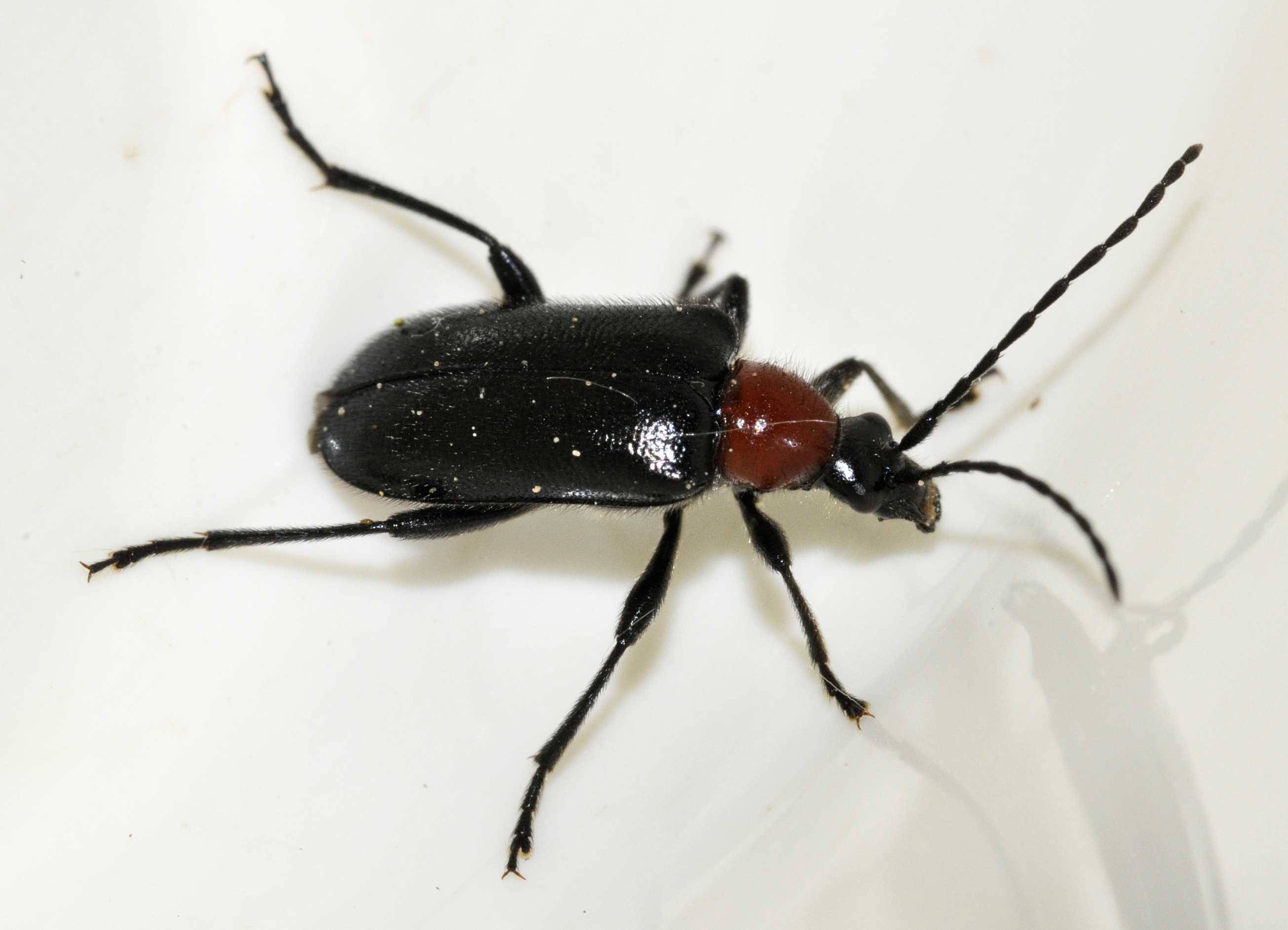
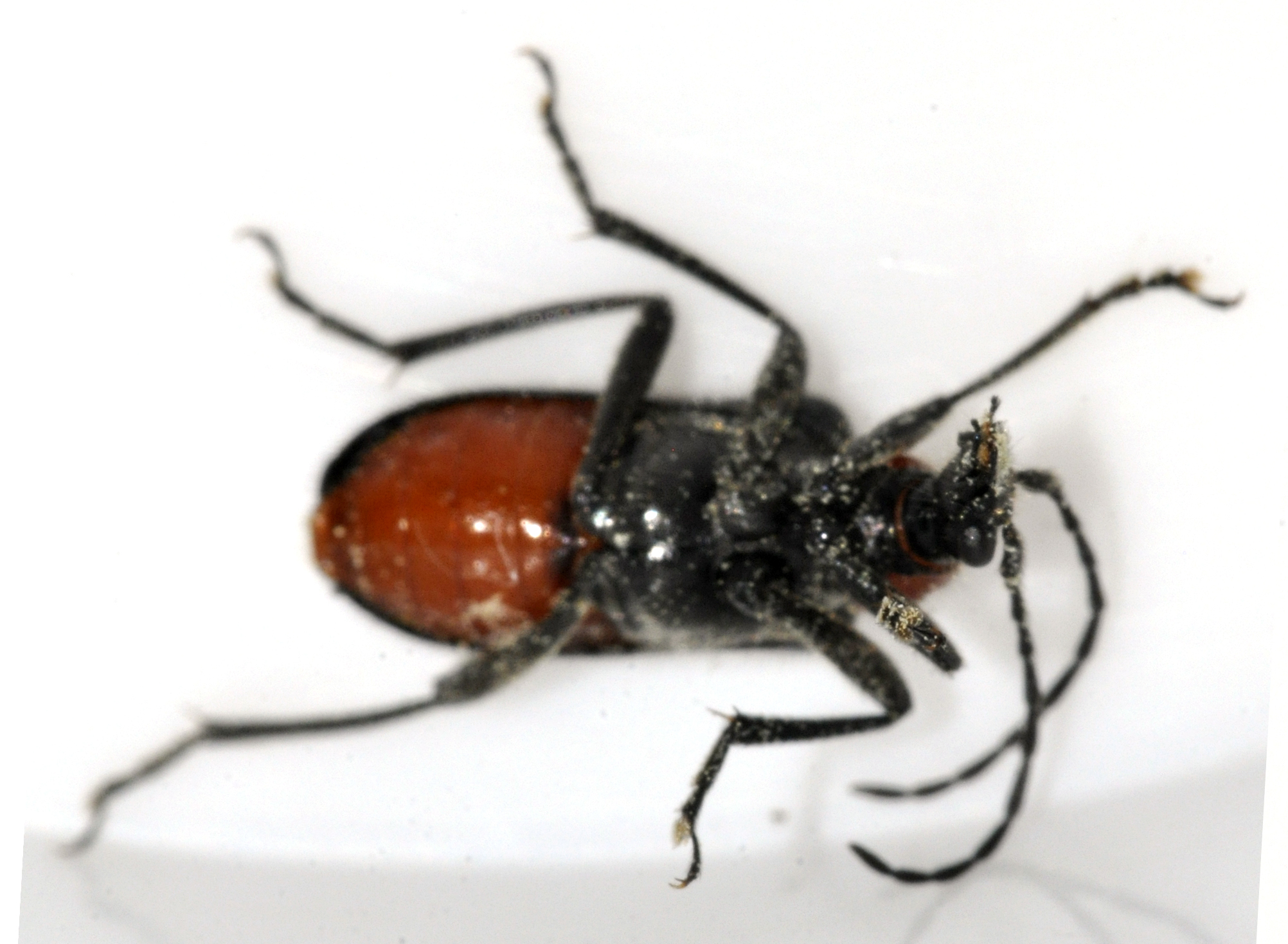
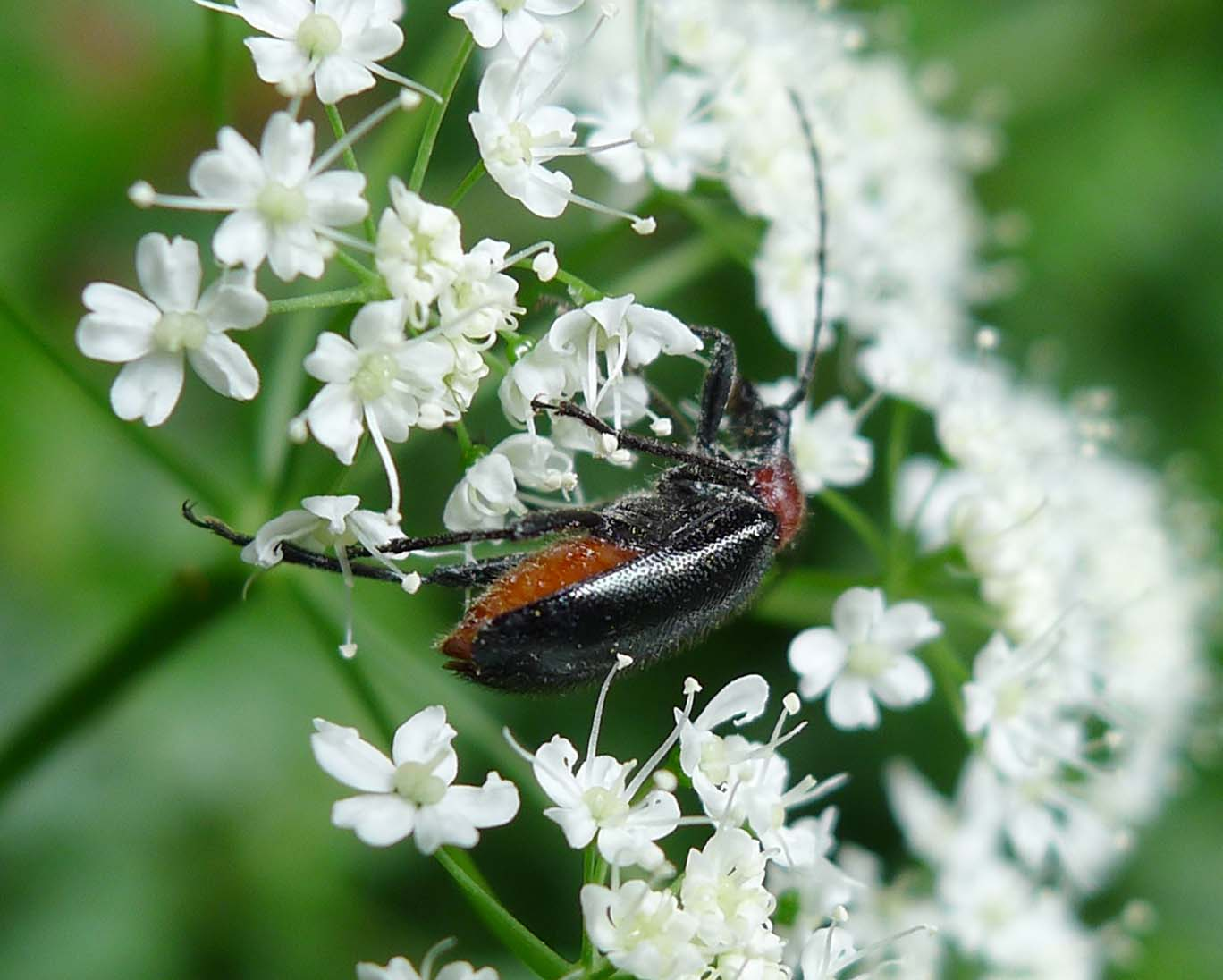
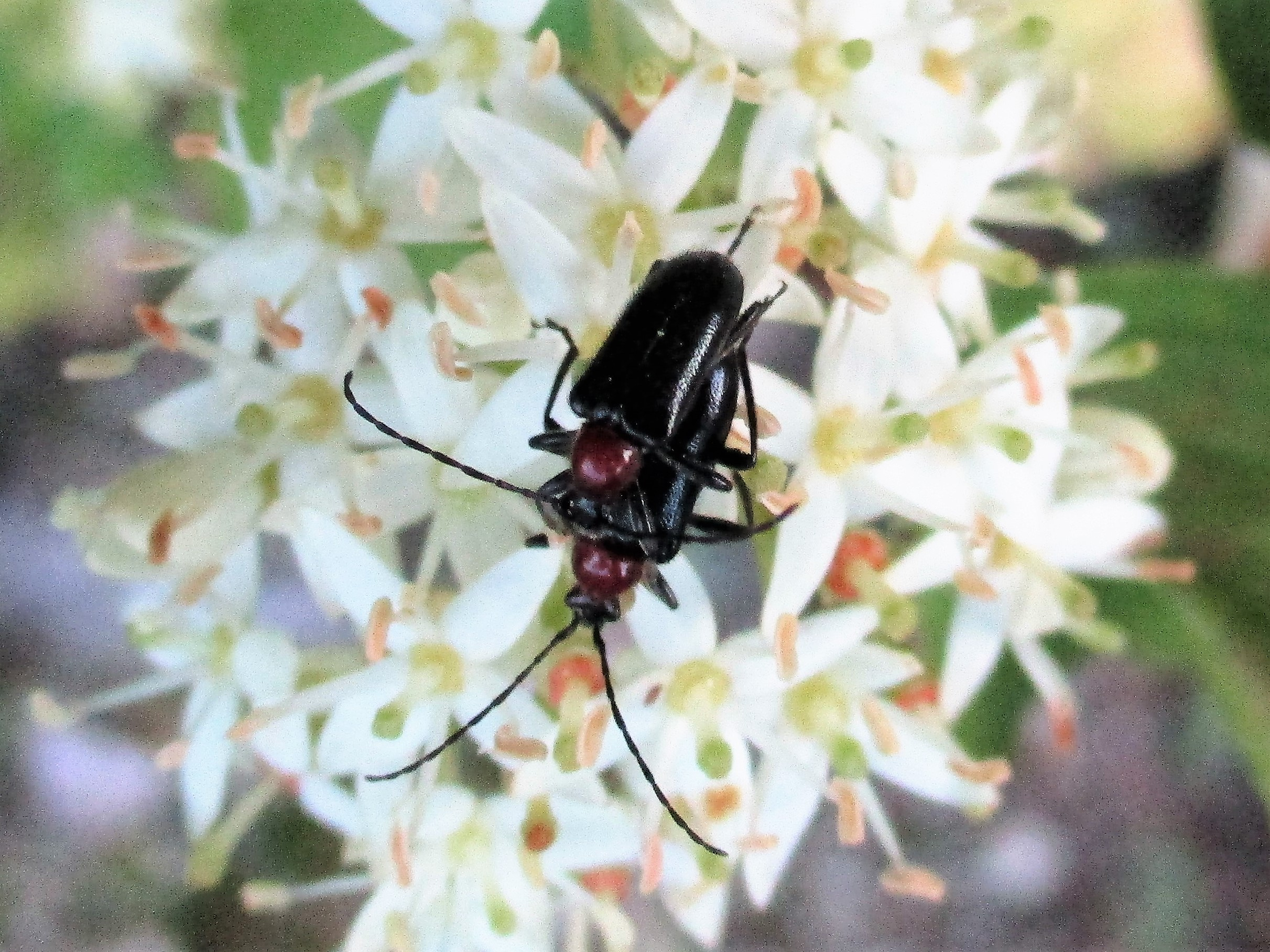

Magyarországon nem védett.